# Biserica „Nașterea Maicii Domnului” din Sadaclia
Biserica „Nașterea Maicii Domnului” este o biserică amplasată în Sadaclia, raionul Basarabeasca, Republica Moldova. Este un monument arhitectural de importanță națională inclus în Registrul monumentelor Republicii Moldova ocrotite de stat cu nr. 20 (raionul Basarabeasca). Datează din 1885.